# Амазонский чирок

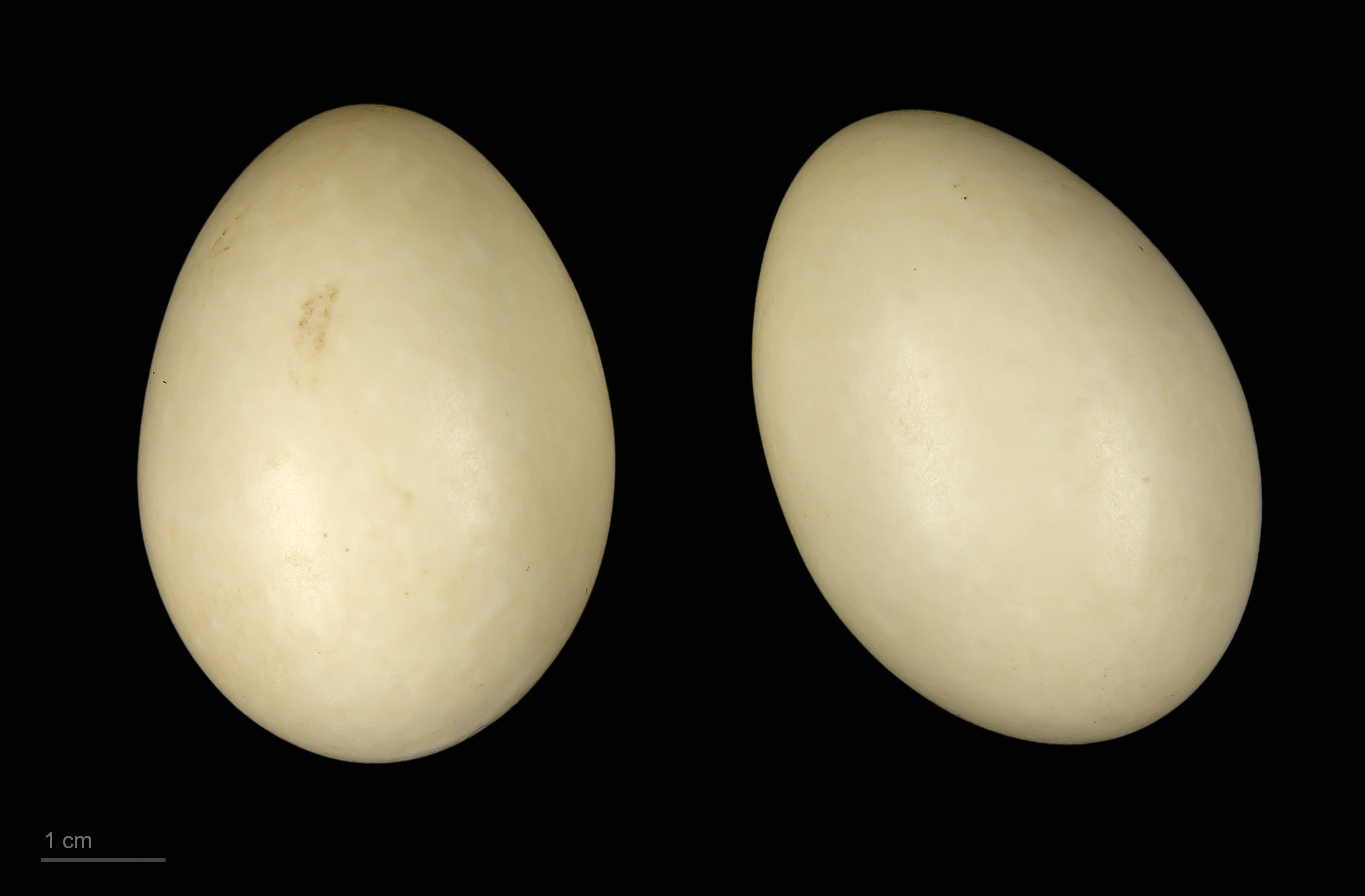
яйцо Amazonetta brasiliensis — Тулузский музеум

Амазонский чирок, или бразильский чирок (лат. Amazonetta brasiliensis) — водоплавающая птица семейства утиных.

## Таксономия и систематика
Раньше её считали сидящей уткой, но более поздние анализы показывают, что она принадлежит к кладе южноамериканских речных уток, в которую также входят хохлатая утка, бронзовокрылая утка и, возможно, утки-пароходы. Существует два подвида:
- A. brasiliensis brasiliensis (меньший бразильский чирок), номинальная раса, встречается в Бразилии, Суринаме, Гайане, Французской Гвиане, центральной Венесуэле, восточной Колумбии и северо-восточном Перу[5].
- A. brasiliensis ipecutiri (большой бразильский чирок), встречается в Бразилии, северной Аргентине, восточной Боливии, Уругвае и Парагвае[5].

## Описание
Небольшая утка длиной от 35 до 40 см. Самцы несколько крупнее самок и имеют средний вес 600 г. У самца красные ноги и клюв, у самки клюв серый. Другая особенность окраса самца — серые щёки и боковины шеи. Продолжительность жизни 10 лет.

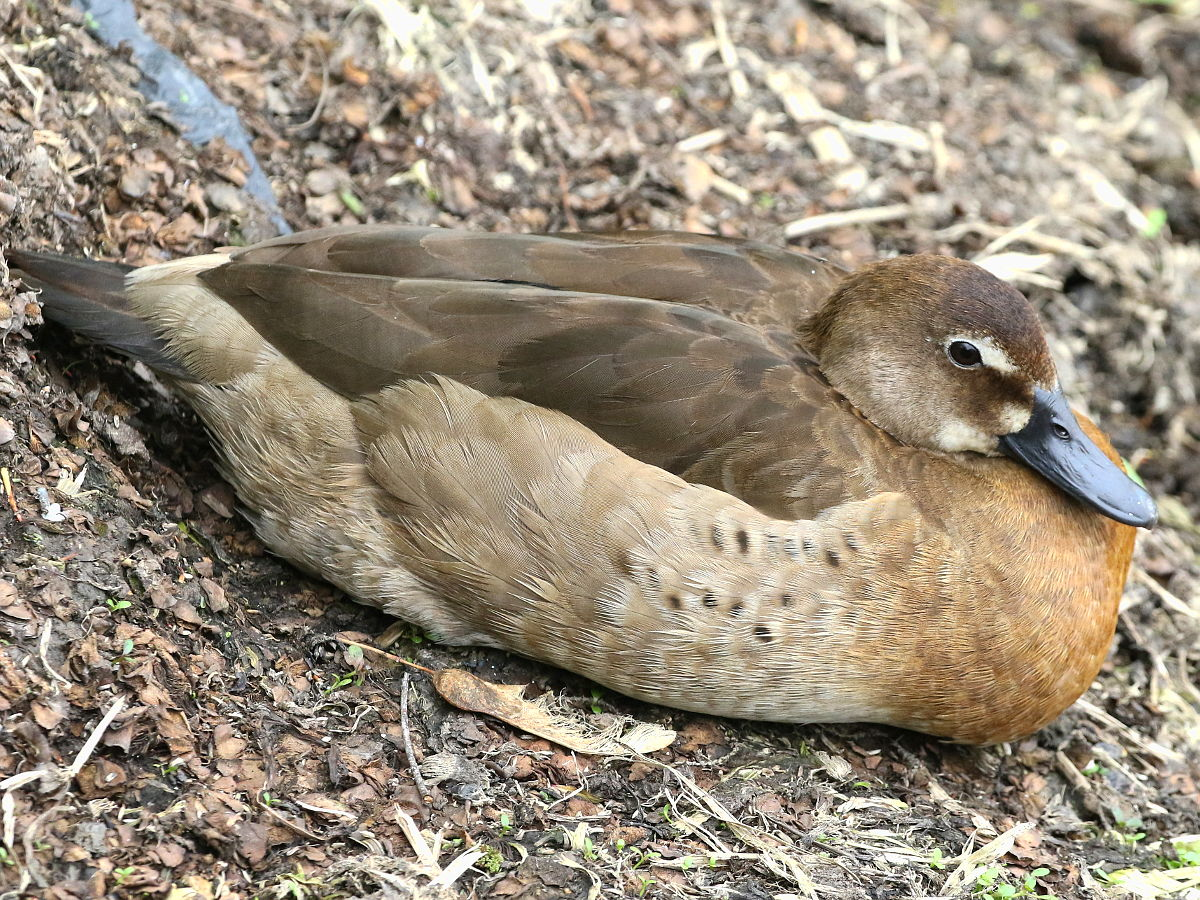
Самка в Costanera Sur, Аргентина
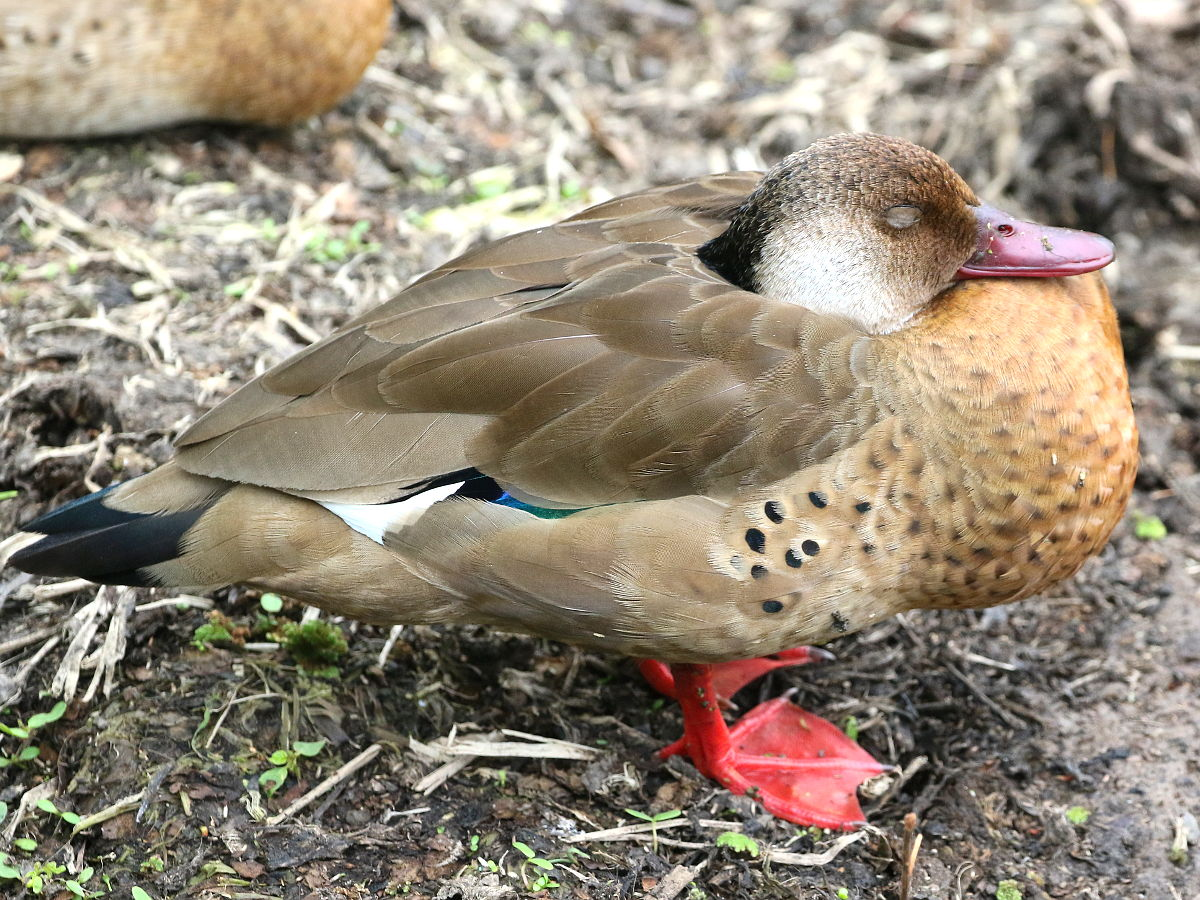
Самец в Costanera Sur, Аргентина

## Среда обитания и распространение
Населяет эстуарии, ручьи и затопленные саванны и пресноводные лагуны, окруженные густой растительностью, а также в тропических лесах. Встречается на высоте до 1200 м над уровнем моря. Предпочтительной средой обитания является пресноводный водоем вдали от побережья с густой растительностью поблизости. Их можно найти по всей восточной части Южной Америки, от центральной Бразилии до Уругвая, северной и восточной Аргентины, Парагвая, центральной Венесуэлы, северо-восточного Перу, Суринама, Гайаны, Французской Гвианы, восточной Боливии и восточной Колумбии.

## Поведение
Бразильский чирок живет парами или небольшими группами до двадцати птиц. Откладывает от 6 до 20 яиц, насиживание которых, осуществляемое самкой, длится примерно 25-28 дней. Гнездится на лугах, гнезда хорошо скрыты. Оба родителя заботятся о своих птенцах. Взрослые особи едят семена, фрукты, корни и насекомых, в то время как утята едят только насекомых.

## Статус
Они многочисленны и перечислены как вызывающие наименьшее беспокойство.